# Modena (stacja kolejowa)
Modena Centrale (włoski: Stazione di Modena) – stacja kolejowa w Modenie, w regionie Emilia-Romania, we Włoszech. Stacja posiada 3 perony. Należy do projektu Centostazioni.